# Ostzonen-Meisterschaften im Feldfaustball 1949
Die Ostzonen-Meisterschaften im Feldfaustball 1949 waren die erste und einzige Austragung der Meisterschaften der Männer und Frauen im Feldfaustball in der Sowjetischen Besatzungszone, der späteren DDR, im Jahre 1949. Die Finalkämpfe der besten Mannschaften waren Teil des sportlichen Rahmens der Leipziger Herbstmesse 1949 und fanden am 21. August 1949 in Leipzig statt.

## Frauen
Endstand
| Platz | Mannschaft                   |
| 1.    | ZSG Industrie Konsum Leipzig |
| 2.    | Zeiss Jena                   |
| 3.    | SG Jüterbog                  |

## Männer
Endstand
| Platz | Mannschaft                  |
| 1.    | BSG VEB Erfurt              |
| 2.    | BSG „Erich Zeigner“ Leipzig |
| 3.    | Reichsbahn Dresden          |